# Lišov
Lišov (in tedesco Lischau) è una città della Repubblica Ceca facente parte del distretto di České Budějovice, in Boemia Meridionale.